# Hel (schwedische Band)
Hel war eine schwedische Vikingrock-Band, deren Namen sich von der nordischen Göttin Hel ableitet.

## Geschichte
Die Band Hel wurde von ehemaligen Musikern der Band Völund Smed gegründet. Aufgrund diverser Behauptungen, es würde sich um eine rassistische Band handeln, lösten diese sich auf. Die Band Hel führte das musikalische Konzept Völund Smeds mit dem Unterschied, dass der Gesang nun von zwei Frauen übernommen wurde, weiter. Die Band veröffentlichte vier Alben bei Ultima Thule Records und war auf zahlreichen Vikingrock-Samplern vertreten. Nach dem Bombenanschlag auf Ultima Thules Studio Valhalla veröffentlichten Hel mit Ultima Thule zusammen die CD Genom eld och askan (dt.: Durch Feuer und Asche). Ende 2004/Anfang 2005 wurde die Band schließlich wieder aufgelöst, um in der alten Besetzung wieder als Völund Smed zu agieren.

## Stil

### Musik
Genau wie ihre Vorgänger von Völund Smed ist die Band dem Vikingrock zuzuordnen. Durch den markanten zweistimmigen Frauengesang grenzt sich die Band jedoch von den anderen Vikingrock-Bands ab. Hel verknüpft musikalische Elemente des Metals und des Punks. Der Großteil der Lieder ist von schnellem Schlagzeugspiel und einfachen, aber sehr eingängigen Melodien geprägt. Weiterhin existieren auch einige gefühlvolle Balladen, die von Akustikgitarren begleitet werden. Neben den klassischen Instrumenten kommt in einigen Liedern die Violine als Begleitinstrument zur Geltung. Diese wurde kurzzeitig von Cia Hedmark eingebracht, die kurz zuvor von der Band Otyg hinzustieß.

### Texte
Die Texte handeln laut Band von Leben, Tod, Moral und Ethik. Aber auch die Gedanken, die sie über die schwedische Gesellschaft haben, werden in einigen Liedern angesprochen. Es werden sowohl positive, als auch negative Dinge erwähnt (z. B. Politiker, die sich vor den wahren Problemen verstecken). Viele Liedtexte sind jedoch wie Märchen oder Sagen geschrieben.

## Diskografie

### Studioalben
- 1999: Valkyriors Dom
- 2001: Blodspår
- 2002: Bortglömda Tid
- 2003: Det Som Varit Är

### Beiträge auf Kompilationen
- 1999: Carolus Rex IV
- 2000: Genom Eld Och Aska (Split-CD mit Ultima Thule)
- 2001: Carolus Rex V
- 2002: Carolus Rex VI
- 2004: Carolus Rex VII
- 2006: Carolus Rex VIII

### Videos
- 2005: Hel – Live (DVD)